# Турнір
Турні́р — військове змагання лицарів у середньовічній Західній Європі.
Турні́р — спортивне змагання з ігрових видів спорту зі значним числом учасників — гравців, або команд.
Турніри можуть проводитися, як короткий захід у певному місці, або як довготривала система матчів, що триває впродовж значного часу (сезону), і проводиться з роз'їздами команд.

## Системи організації турнірів
Система визначення переможця, жеребкування пар для кожного матчу і кваліфікації до наступних турів регламентуються для кожного турніру правилами змагань.
Кругова система — найпопулярніша для змагань, які проводяться тривалий час, впродовж сезону, який може тривати цілий рік і навіть більше. При коловій системі кожна команда чи гравець зустрічається з кожною іншою принаймні раз (одноколова система), часто двічі (двоколова система), зазвичай на своєму і чужому полі, або граючи білими й чорними.
При великому числі учасників змагання й обмеженому часі на проведення турнірів використовується система з вибуванням (олімпійські система, плей-оф). За такою системою завжди проводяться змагання в любительському боксі, майже завжди в тенісі тощо.
Часто застосовуються змішані системи, в яких спочатку організовуються кваліфікаційні групи, змагання в яких проходять за коловою системою, а визначення переможця турніру проходить за системою з вибуванням.
Швейцарська система використовується у випадку, коли число учасників надто велике для проведення колового змагання, але є можливість провести більше турів, ніж у системі з вибуванням. При швейцарській системі усі учасники турніру грають однакову кількість турів, але в кожному турі зустрічаються гравці чи команди, які набрали однакову (або, принаймні, близьку) кількість очок.
Система МакМагона схожа на швейцарську, але з тією різницею, що кожному гравцеві уже до початку турніру присвоюється певна кількість очок. Така система використовується в тих випадках, коли в турнірі беруть участь гравці дуже різної сили. Вона дозволяє спарувати між собою гравців приблизно однакового рівня. Гравець, який виступає успішно, при такій системі підіймається автоматично в наступну за силою групу після виграшу, отримуючи нагоду зіграти з сильнішим супротивником.